# Де немає Бога
«Де немає Бога» — психологічний технотрилер українського письменника Макса Кідрука. 

## Сюжет
Рейс 341 зазнає авіакатастрофи. Літак підіймається у висоту, але вже на початку польоту на обшивці починають з'являтися мікротріщини. За кілька хвилин літак розбивається. Приземлившись серед гірських хребтів, пасажири починають розуміти, що найгірше – ще попереду. Вони вижили, але чи зможуть вони пережити там, де відсутній навіть Бог?
Серед пасажирів — українка Анна, чоловік якої служить у зоні АТО, росіянин Єгор, що сумує за коханкою, яка загинула у рейсі MH17, німецький депутат Олівер Моргенштерн, який роздумує про політичну кар'єру, кардинал Дюк Апшоу та гравець Національної футбольної ліги Лоуренс Грейс, а також восьмирічна дівчинка Лейла.

## Створення роману
Макс Кідрук почав працювати над сюжетом після того, як дізнався про трагедію рейсу 901 авіакомпанії Air New Zealand у 1977 році. У той час компанія почала організовувати рейси до Антарктиди, з Окленда до материка, щоб екскурсанти могли побачити антарктичні пейзажі над протокою Мак-Мерндо. Після екскурсії літак повертався назад до Окленда. У листопаді 1979 року через неправильне прокладання маршруту та погіршення погодних умов екскурсійний літак злетів з курсу та потрапив на вулкан Еребус. Загинули 257 пасажирів і члени екіпажу. Ця трагедія вразила письменника, і він задумався: що б було, якби хтось вижив; як би вони виживали в одному з найбільш ворожих для життя середовищ на Землі без допомоги рятувальників.
Назва книги походить від фрази з «Євангелія від Ісуса Христа» Жозе Сарамагу: «Що ж, не затримуйся, втікай швидше, й нехай Господь тобі допоможе. Небезпека на людину чатує там, де немає Господа».
Описана в книзі авіакатастрофа є вигаданою, однак вона спирається на три реальні події: рейс 123 Японських авіаліній (1985) — літак утратив кіль і розбився в горах, рейс 243 Aloha Airlines (1988) — вибухова розгерметизація з утратою частини обшивки, рейс 232 United Airlines (1989) — літак втратив керування внаслідок пошкодження гідравліки.

## Сприйняття
Марта Шокало, член журі конкурсу Книга року ВВС-2018 схвально поставилась до книги, назвавши її «дуже лайтовою версією психологічної глибини і людської драми Янагіхари.» (йдеться про роман «Маленьке життя» американської письменниці Ганьї Янаґігари).